# Flen
Flen è una città della Svezia capoluogo dell'omonimo comune, conta 6 114 abitanti e si trova nella contea di Södermanland.

## Storia
La città di Flen si è evoluta nel tempo come un importante nodo ferroviario e ottenne il titolo di città (stad) con Decreto Reale nel 1949, nel 1971 divenne poi capoluogo del più vasto comune a cui diede il nome.
La città è anche citata in diverse canzoni : Violen från Flen scritta da Ulf Peder Olrog negli anni quaranta, Du ringde från Flen canzone popolare del 1992 di Grönwalls e Flen/Paris dei Kent nell'EP The hjärta & smarta EP del 2005.